# Карпио, Тереза Виктория
Тереза Виктория Карпио (англ. Teresa Victoria Carpio; профессионально известная как Ти Ви Карпио (англ. T. V. Carpio), род. 1981, Оклахома-Сити) — американская актриса, певица и автор песен китайско-филиппинского происхождения.

## Биография
Ти Ви Карпио — дочь гонконгской и филиппинской певицы Терезы Карпио и соучредителя гонконгской компании-производителя одежды Tungtex (Holdings) Co Ltd Питера Муи. В начале своей карьеры она выступала в качестве бэк-вокалистки своей матери, а та, в свою очередь, приняла участие в записи одной из композиций дочери.
Карпио сыграла одну из главных ролей в фильме-мюзикле «Через Вселенную», основанном на музыке группы The Beatles, в котором она исполнила песню «I Want to Hold Your Hand» в необычной медленной аранжировке. Она также появлялась в эпизодах таких сериалов как «Присяжные» и «Закон и порядок», «Сталкер», «Риццоли и Айлс».
Дебют Карпио на Бродвее состоялся в рок-опере «Богема», в которой она исполнила роль Алекси Дарлинг. В мюзикле «Человек-паук: Погасить тьму», премьера которого состоялась 14 июня 2011 года, она играла роль Мисс Стрелы, но после того, как Натали Мендоза получила травму и покинула постановку, Карпио заменила её в роли Арахны.

## Фильмография
| Год       |     | Русское название                  | Оригинальное название          | Роль                |
| --------- | --- | --------------------------------- | ------------------------------ | ------------------- |
| 2002      | с   | Закон и порядок                   | Law & Order                    | девушка в прачечной |
| 2004      | с   | Присяжные                         | The Jury                       | Эсме Кингман        |
| 2004      | ф   | Она ненавидит меня                | She Hate Me                    | Гейл                |
| 2004      | тф  | Город без неудачников             | Sucker Free City               | Анджела Цин         |
| 2007      | ф   | Через Вселенную                   | Across the Universe            | Пруденс             |
| 2011      | с   | Позднее шоу с Дэвидом Леттерманом | Late Show with David Letterman | Арахна              |
| 2011      | ф   | Области тьмы                      | Limitless                      | Валери              |
| 2011      | с   | Следствие по телу                 | Body of Proof                  | Джинкс              |
| 2013      | с   | Список клиентов                   | The Client List                | Шелби Принс         |
| 2014      | ф   | Писака                            | The Scribbler                  | Сатоми              |
| 2014      | с   | Управление гневом                 | Anger Management               | Кири                |
| 2014      | с   | Сталкер                           | Stalker                        | Робин               |
| 2015      | с   | Риццоли и Айлс                    | Rizzoli & Isles                | Зои Блайер          |
| 2017      | с   | Родословная                       | Bloodline                      | Лорен Чу            |
| 2018      | кор | —                                 | Noise                          | Софи                |
| 2021      | с   | Новичок                           | The Rookie                     | Гретчен             |
| 2021      | с   | Морская полиция: Гавайи           | NCIS: Hawaiʻi                  | Налани Уитман       |
| 2021—2022 | с   | Бескрайнее небо                   | Big Sky                        | Рейчел              |